# 티티오스왕장수풍뎅이
티티오스왕장수풍뎅이, 티티우스장수풍뎅이 또는 동부헤라클레스장수풍뎅이(Eastern Hercules Beetle)는 미국 동부와 남동부의 뉴욕주, 일리노이주, 인디애나주, 플로리다주, 텍사스주 그리고 멕시코만 등에 서식하는 장수풍뎅이아과의 곤충이다. 몸 길이는 약 20~27밀리미터이며, 수컷은 40~60밀리미터이다. 몸 색은 밝은 황색부터 옅은 녹색, 밝은 갈색까지 있으며 습기가 차면 검게 변한다. 등딱지의 검은 반점은 다양하게 발달하며 개체마다 다르다. 성충의 수명은 3~6개월이다. 밤에는 불빛에 날아오기도 한다. 성충의 습성은 알려져 있지 않지만, 물푸레나무류의 수액을 빨아먹는 것이 관찰되었다. 알과 애벌레의 천적으로는 응애, 소형 포유류(스컹크, 너구리, 쥐 등), 소형 절지동물(지네, 딱정벌레, 거미) 그리고 Mydas fly의 구더기가 있다.

## 이름
티티오스장수풍뎅이의 이름 '티티오스'는 그리스 신화의 거인 티티오스를 뜻한다.

## 특징
뿔의 발달은 개체 크기에 따라 달라진다. 헤라클레스장수풍뎅이와 마찬가지로, 습기가 많은 곳에 있으면 흰색 등껍질이 검게 변한다. 건조해지면 다시 흰색으로 돌아온다.